# Sergei Jewgenjewitsch Treschtschow
Sergei Jewgenjewitsch Treschtschow (russisch Сергей Евгеньевич Трещёв, wiss. Transliteration Sergej Evgen'evič Treščëv; * 18. August 1958 in Krasnui Kustar, Oblast Lipezk, Russische SFSR) ist ein ehemaliger russischer Kosmonaut.

## Ausbildung und Tätigkeit
Nach seiner Schulausbildung studierte Treschtschow bis 1982 am Moskauer Energetischen Institut. Danach diente er für zwei Jahre als Gruppenführer eines Regiments der sowjetischen Luftstreitkräfte. 1984 fand er eine Anstellung beim Raumfahrtunternehmen NPO Energija als Ingenieur und Vorarbeiter. Dort war er für die Analyse und Planung der Aktivitäten der Raumfahrer an Bord von Raumstationen tätig. Außerdem schrieb er technische Dokumentationen und koordinierte zusammen mit dem Juri-Gagarin-Kosmonautentrainingszentrum die Ausbildung der Kosmonauten. Zu seinen Aufgaben gehörte auch die Unterstützung der Mannschaft bei der Landung und das Training von Notfallrettungen für die Besatzungen der Raumstation Mir. Dazu nahm er auch an Bodentests zur Optimierung des Lebenserhaltungssystems ЭУ367/734 teil.

## Raumfahrerausbildung
1992 wurde Sergei Treschtschow für die RKK-Energija-Kosmonautengruppe ausgewählt und absolvierte bis 1994 die Kosmonautengrundausbildung. Die nächsten drei Jahre nahm er am erweiterten Training teil.
Von Juni 1997 bis Februar 1998 trainierte Treschtschow als Backup-Bordingenieur für die Langzeitmission Mir EO-25. Danach nahm er von Juni 1999 bis Juli 2000 an der Vorbereitung der ISS-Expedition 3 als Bordingenieur der Backup-Besatzung teil.

## Raumflüge

### ISS-Expedition 5
Die fünfte Stammbesatzung (ISS-Expedition 5) der Internationalen Raumstation startete am 5. Juni 2002 an Bord der US-amerikanischen Raumfähre Endeavour im Rahmen der Mission STS-111 und dockte am 7. Juni an die ISS an.
Sergei Treschtschow führte eine Außenbordtätigkeit während seines sechsmonatigen Aufenthalts auf der Raumstation aus. Er und sein Kollege Waleri Korsun installierten einen Behälter am Sarja-Modul, der für spätere Ausstiege Gerätschaften aufnehmen sollte. Außerdem brachten sie neue Materialproben für das Werkstoffexperiment der japanischen Weltraumagentur JAXA am Swesda-Modul an. Zusätzlich wurden einige Befestigungen für die Sicherungsleinen bei Außenbordarbeiten und zusätzliche Radioantennen für Amateurfunk montiert (ARISS-Projekt).
Die fünfte ISS-Stammbesatzung kehrte am 7. Dezember 2002 mit dem Space Shuttle Endeavour im Rahmen der Mission STS-113 zur Erde zurück.